# Maria Fuss
Maria Fuss (* 5. Februar 1907 in Düsseldorf; † 29. März 1979 ebenda) war eine deutsche Bildhauerin und Grafikerin.

## Leben
Stationen der Ausbildung von Maria Fuss waren das Polytechnikum in Fribourg/Schweiz, die Kunstakademien zu Genf (1925) und München als Schülerin von Bernhard Bleeker (1928–1930), ferner an den Staatsschulen für freie und angewandte Kunst zu Berlin bei Otto Hitzberger (1931). Letzte Studienjahre von 1932 bis 1936 an der Kunstakademie Düsseldorf als Meisterschülerin von Alexander Zschokke.
Maria Fuss wurde im Jahr 1948 als erste Frau ordentliches Mitglied des Düsseldorfer Künstlervereins Malkasten. Sie unternahm zahlreiche Studienreisen, u. a. nach Italien, Frankreich, England, Spanien, USA und Mexiko.
Das bildhauerische Werk ihrer frühen Zeit besteht hauptsächlich in plastischen Gestaltungen von Mensch und Tier, später folgten zahlreiche Auftragsarbeiten für öffentliche Gebäude sowie Werke zur Ausgestaltung des liturgischen Raumes in Kirchen und Kapellen. Ihre zahlreichen graphischen Arbeiten, insbesondere die Lithographien, thematisieren immer wieder das Tier in seinem kreatürlichen Leiden (z. B. Stierkampf). Das bildhauerische Werk von Maria Fuss zeichnet sich durch eine Formsprache aus, die stets auf einfache und kraftvolle Weise den Blick auf das Wesentliche des Dargestellten  konzentriert.
Maria Fuss lebte und arbeitete, in ihren letzten Lebensjahren zurückgezogen, im Düsseldorfer Stadtteil Golzheim. Am 29. März 1979 erlitt sie einen tödlichen Herzinfarkt.
Der künstlerische Nachlass von Maria Fuss – darunter mehr als 140 Skulpturen sowie weit über 100 graphische Arbeiten – befindet sich als Schenkung im Museum Ratingen.

## Ausstellungen (Auswahl)
- Schloss Morsbroich, Leverkusen, Köln (Kölnischer Kunstverein), München, Mainz, Düsseldorf (städtische Kunsthalle Düsseldorf, 1946) Utrecht, Aachen, Berlin, Wien (Künstlerhaus Wien 1943) Wuppertal, Ancona

## Ehrungen und Auszeichnungen
- Preis der Akademie der Bildenden Künste in München für die Preisaufgabe: Sport (1929)
- Preis der Akademie der bildenden Künste in München für die Preisaufgabe: Schmuck für den Platz vor Haus-Nr. 7 an der Brienner Straße (1930)
- Erster Preis und Ausführung einer Plakette für die staatliche Kunstakademie Düsseldorf (1937)
- Cornelius-Preis der Stadt Düsseldorf (1941)
- Preis auf der 2. Annuale Italiana D’Arte Graphica, Ancona (1968)
- Preis der Mostra Rappresentativa National (1969)